# 35655 Étienneklein
35655 Étienneklein è un asteroide della fascia principale. Scoperto nel 1998, presenta un'orbita caratterizzata da un semiasse maggiore pari a 3,2365387 au e da un'eccentricità di 0,1147997, inclinata di 5,34954° rispetto all'eclittica.